# Jakoubkova lípa
Jakoubkova lípa je památný strom lípa velkolistá (Tilia platyphyllos) ve Žluticích v okrese Karlovy Vary v Karlovarském kraji. Roste u malého remízku na severovýchodním okraji města asi 50 metrů od zbytků valu zaniklého hradu Mazanec. 
Strom je ve velmi dobrém zdravotním stavu, hustá a bohatě větvená koruna sahá do výšky 17 m, měřený obvod kmene činí 368 cm (měření 2014).
Lípa je chráněna od roku 2011 jako krajinná dominanta a strom s významným vzrůstem.

## Stromy v okolí
- Žlutický dub
- Mikulášské lípy
- Kolešovský jasan